# J·R·Y·布莱克利号护航驱逐舰
J·R·Y·布莱克利号护航驱逐舰（英語：USS J.R.Y. Blakely，舷号：DE-140），是美国海军于第二次世界大战期间建造的一艘埃德索尔级护航驱逐舰，其舰名取自1942年3月28日去世的约翰·罗素·扬·布莱克利少将。
J·R·Y·布莱克利号由少将的侄女玛丽·扬·布莱克利（Mary Young Blakely）小姐冠名，于1942年12月16日在德克萨斯州奥兰治联合钢铁厂铺设龙骨，随后于次年3月7日下水。1943年8月16日，J·R·Y·布莱克利号正式服役，交由小约翰·希尔德雷斯·福肖（John Hildreth Forshew, Jr.）中校指挥。

## 设计与装备
埃德索尔级护航驱逐舰的设计与巴克利级护航驱逐舰类似，均采用长船体并建有较高的舰桥。该级护航驱逐舰配备3英寸（76毫米）50倍径单装主炮，后续曾计划更换为5英寸（127毫米）38倍径主炮，但最终没有实际执行。该级护航驱逐舰由4台费尔班克斯-莫尔斯38D8-1/8-10内燃机提供动力，总功率最高可达6000匹马力，最高航速21节。其燃料舱可携带312吨重油，在12节航速下航程可达11000海里。此外，该级舰船还配备有较完善的侦查搜索系统，包括SL或SU水面雷达、SA对空雷达、QC声呐系统以及用于监听潜艇无线电的HF/DF天线。

## 服役历史
1943年9月，J·R·Y·布莱克利号在百慕大外海完成了试航训练，随后于9月22日返回南卡罗来纳州查尔斯顿，为接下来其在大西洋的护航任务做准备。10月4日，她护送一支船队由弗吉尼亚州诺福克出发前往地中海，安全抵达卡萨布兰卡后，她于11月16日启程返回纽约。1943年12月至次年1月及1944年2月至3月，J·R·Y·布莱克利号又完成了2次前往卡萨布兰卡的护航任务。
1944年3月30日，J·R·Y·布莱克利号在纽约完成检修后加入以科尔号护航航空母舰为核心的猎潜大队前往大西洋搜寻敌军潜艇。在先后到访过纽芬兰和卡萨布兰卡后，J·R·Y·布莱克利号于5月30日返回纽约。6月15日，她被改派至威克岛号护航航空母舰所在猎潜大队，此后的2个月内，她都在大西洋执行反潜和护航任务。在卡萨布兰卡稍作休整后，舰队又被罗亚尔·伊森·英格索尔上将派往搜寻德军气象探测潜艇。8月2日，舰队成功侦测到U-804号潜艇，但队内的菲斯克号护航驱逐舰在交战后不久即被鱼雷命中并沉没。J·R·Y·布莱克利号在迅速投下数枚深水炸弹后返回保护威克岛号，没能进一步取得战果。
8月16日，J·R·Y·布莱克利号返回纽约，此后的数周内，她都在缅因州卡斯柯湾训练。9月8日，她在诺福克加入米申湾号护航航空母舰所在大队，随后跟随该舰队前往大西洋执行反潜巡逻任务。9月30日，在的黎波里号护航航空母舰所在舰队的支援下，J·R·Y·布莱克利号、费森登号及霍华德号一起对周边海域展开搜索，U-1062号潜艇随后暴露并被费森登号投下的深水炸弹击沉。此后，舰队继续南下执行任务，先后到访巴西的巴伊亚州、南非联邦的开普敦等地。11月27日，J·R·Y·布莱克利号返回纽约。
12月，J·R·Y·布莱克利号在加勒比地区接受了进一步的训练，随后于1945年1月16日前往佛罗里达州梅波特参加战术演练，期间她主要负责掩护航母及提供救援。随后，J·R·Y·布莱克利号返回加勒比地区继续其训练和护航任务，最终于3月9日返航纽约。
3月27日，J·R·Y·布莱克利号再次跟随米申湾号护航航母所在猎潜大队出击，前往亚速尔群岛以北海域巡逻以阻击向西渗透的U艇，此后的行动中，该舰队击沉了一艘德军潜艇。5月14日，J·R·Y·布莱克利号返回纽约，此后再未在大西洋执行重大任务。此后一段时间，她主要协助航母进行训练。
J·R·Y·布莱克利号于1945年7月19日经巴拿马运河进入太平洋，随后于7月29日抵达加利福尼亚州圣迭戈，8月15日，该舰在前往珍珠港途中收到了日本投降的消息。27日，J·R·Y·布莱克利号被派往西太平洋岛礁执行护航和占领任务。1946年1月23日，她结束任务抵达圣迭戈。
2月15日，J·R·Y·布莱克利号经巴拿马运河前往纽约，在完成大修后于3月13日抵达佛罗里达州格林科夫斯普林斯封存。6月14日，她于当地退役并加入美国海军预备舰队，此后她又被转移至德克萨斯州。1971年1月2日，J·R·Y·布莱克利号自美国海军除籍，随后于1973年8月22日被出售拆解。

## 荣誉
J·R·Y·布莱克利号在其服役期间所获荣誉如下：
|  |  |  |
|  |  |  |

| 战斗行动奖章 （追授） |                        |                        |
| 美国战役奖章          | 欧洲-非洲-中东战役奖章 | 第二次世界大战胜利奖章 |

## 历任舰长
| 姓名       | 译名                   | 军衔 | 所属军种       | 任职时间                  |
| ---------- | ---------------------- | ---- | -------------- | ------------------------- |
|            | 小约翰·希尔德雷斯·福肖 | 中校 | 美国海军预备役 | 1943年8月16日             |
|            | 小詹姆斯·B·哈维        | 少校 | 美国海军预备役 | 1943年9月30日             |
|            | 诺克斯·D·塔利          | 上尉 | 美国海军预备役 | 1944年1月26日             |
|            | 小艾迪生·S·阿奇        | 少校 | 美国海军预备役 | 1944年3月26日             |
|            | 保罗·杰里·布朗洛       | 少校 | 美国海军预备役 | 1945年7月1日              |
|            | 理查德·胡德·绍斯威克   | 中尉 | 美国海军预备役 | 1946年4月9日              |
|            | 哈罗德·罗格朗·赫尔     | 中尉 | 美国海军预备役 | 1946年6月2日-1946年6月4日 |
| 参考文献： |                        |      |                |                           |